# Pesosenjoki
Pesosenjoki rinner genom södra delarna av Tärendö församling, Norrbotten, och har sitt källflöde i Pesosentunturi i Gällivare kommun. I byn Kainulasjärvi kallas ån för Pesonen. Ån rinner ut i Paihnausjoki, ca 100 meter norr om dess utlopp i Narkån, söder om Kainulasjärvi. Några av biflödena till Pesonen är Haukijoki och Killerönoja. 
Betydelsen av ordet pesonen är okänd. Svenskt namn för ån saknas.